# Узда
Узда (біл. Узда) — місто в Мінській області Білорусі, центр Узденського району.

## Уродженці
- Файнштейн Моше (1895) — єврейський богослов, рабин, філософ.